# Nyugati Hszia-dinasztia
A Nyugati Hszia (Xia) (kínaiul: 西夏; pinyin: Xī Xià; Wade–Giles: Hsi Hsia), vagy Hszi Hszia (Xi Xia) Birodalom, illetve a Tangut Birodalom 1038-tól 1227-ig létezett önálló államszervezet volt Kína északnyugati régiójában a mai Ninghszia (Ningxia), Kanszu (Gansu) tartományok, valamint Csinghaj (Qinghai) keleti, Senhszi (Shaanxi) északi, Hszincsiang (Xinjiang) északkeleti, valamint Belső-Mongólia  délnyugati és Külső-Mongólia  déli területein, mintegy nyolcszázezer négyzetkilométer kiterjedésben.
A tangutokra és államukra a korabeli tibeti történeti művekben minyak néven hivatkoztak. A hagyományos kínai történetírás és a modern történeti emlékezet tévesen hajlamos kínai dinasztiaként számontartani.
A birodalom fennállása során a legjelentősebb kereskedelmi útvonal, a selyemút egy igen fontos szakasza felett gyakorolt ellenőrzést. Az önálló írásbeliséggel és magas színvonalú műveltséggel rendelkező birodalom erős és hatékony hadsereggel rendelkezett, melynek már részét képezte a tüzérség is.
A Nyugati Hszia (Xia) állam pusztulását a mongol invázió okozta 1227-ben.

## Elnevezése
A birodalom elnevezése saját, tangut nyelven "" volt, amelynek nyelvtörténetileg rekonstruált kiejtése: *phiow1-bjij2-lhjij-lhjij2; az elnevezés szó szerinti jelentése: „Tiszta, magas és hatalmas Hszia (Xia) állam”. Kínaiul: Paj kao ta Hszia kuo (Bai gao da Xia guo) (白高大夏國). Más néven "mjɨ-njaa" vagy "khjɨ-dwuu-lhjij" (萬秘國) hivatkoztak magukra. A régió tangutok néven is ismert volt, a tibetiek pedig minyak-ként emlegették.
A „Nyugati Hszia (Xia)” kifejezés valójában a birodalom kínai krónikákban is feljegyzett hivatalos nevének fordítása, amely arra utal, hogy az államalakulat a Sárga-folyó nyugati oldalán helyezkedett el, szemben a keleti oldalon berendezkedett Liao (916-1125) és Csin (Jin) (1115-1234) államokkal. Az angolul használt „tangut” kifejezés az ország mongol, tangghut (taŋɣud) elnevezéséből származik. Sokan úgy vélik, hogy ez a szó, a kínai krónikákban feljegyzett, a területen korábban élt tanghsziang (dangxiang) (党項) népcsoport nevéből származik. A magyar szakirodalomban is gyakorta a tangut néven hivatkoznak mind a népre, mint pedig a birodalomra. Ebből származik a modern tangutológia (angolul: tangutology) kifejezés is, amely a kínai Nyugati Hszia (Xia) birodalom nyelvét, műveltségét, történelmet stb. vizsgálja.

## Megalapítása
A Nyugati Hszia (Xia) területein eredetileg a tujühun (tuyuhun) (吐谷渾) nép, feltehetően valamilyen proto-mongol nyelvet beszélő topa (tuoba) (拓拔; más néven: tagbacsok) klánja rendezkedett be és alapított államot hszienpej (xianbei) (鮮卑) néven. Miután a tibetiek 670-ben elpusztították a tujühun (tuyuhun)okat, a Tanghsziang (Dangxiang)beli csiang (qiang)okat irányító egyik herceg, bizonyos To-pa Cse-ce (Tuoba Chici) (拓跋赤辭) meghódolt a Tang-háznak, amely cserébe a Li (李) császári családnevet adományozta neki. Tang-dinasztia uralkodásának vége felé, a topák (tuobák) csapatokkal segítettek leverni a Huang Csao (Huang Chao)-féle lázadást (874-884). A Tang kormány 881-ben cserében megbízta őket a Senhszi (Shaanxi) tartomány északi részén fekvő Hszia (Xia) területek felügyeletével. A Tang-ház 907-ben bekövetkezett bukását követően, a tupák (tuobák) nyíltan szembeszálltak a Szung (Song)-házzal, 982-ben kikiáltották függetlenségüket, 1038-ban pedig a Nyugati Hszia (Xia) birodalmat.
A Nyugati Hszia (Xia) állam megalapítása ugyan 982-re tehető és Li Csi-csien (Li Jiqian) (李繼遷) nevéhez köthető, de önálló állammá majd csak fia Li Jüan-hao (Li Yuanhao) (李元昊) tette 1038-ban. Ő annak a Li Tö-ming (Li Deming)nek volt a fia, aki elrendelte az önálló tangut írás kidolgozását és bevezetését. Li Jüan-hao (Li Yuanhao) Csing-cung (Jingzong) (景宗) néven császárrá kiáltotta ki magát, ezzel is kifejezve a kínai Szung (Song) birodalomtól való függetlenségét, illetve a vele egyenrangú voltát. A Szung (Song)-ház csak a terület kormányzójaként ismerte el Li Jüan-hao (Li Yuanhao)-t, de vitatta a „császári” cím használatát. A két állam között a hivatalos diplomáciai kapcsolatok 1043-ban indultak meg, amikor is tangut uralkodó fogadta a kínai császár követeit.

## Korai történelem
Csing-cung (Jingzong) halálát követően, 1048-ban az akkor két esztendős Ji-cung (Yizong) lett a császár, aki helyett régensként az anyja gyakorolta a hatalmat. Ji-cung (Yizong) uralkodása idején a Nyugati Hszi (Xia) hadjáratot indított a Liao-dinasztia ellen azzal a céllal, hogy vazallus államává tegye. Ji-cung (Yizong) halálát követően testvére, Huj-cung (Huizong) lett a császár, de a hatalom továbbra is az anyjuk kezében összpontosult. Ekkor került sor a Szung (Song)-dinasztia elleni támadásra, amely azonban sikertelen volt. Huj-cung (Huizong)ot fia, Csung-cung (Chongzong) követte a trónon, de a régens továbbra is a nagyanyja (Huj-cung (Huizong) anyja) maradt. A dinasztia ekkor újabb támadást indított a Liao- és a Szung (Song)-dinasztia ellen.
1115-ben megalakult a dzsürcsi Csin (Jin)-dinasztia, aminek következményeképpen 1123-ban a Liao császár Nyugati Hszia (Xia)-ba menekült. Csung-cung (Chongzong) uralkodásának idején Csin (Jin) a Liao államot és Nyugati Hszia (Xia)t is vazallus államává szerette volna tenni. Az államot majd csak Zsen-cung (Renzong) császár idején sikerült stabilizálni. Ekkora tehető, hogy a tangutuk kidolgozták a saját írásrendszerüket is.
A feljegyzések szerint a Nyugati Hszia (Xia) államigazgatásában tibeti, ujgur, han kínai és tangut hivatalnokok, tisztviselők egyaránt szolgáltak. Hivatalos államvallásnak a vadzsrajána buddhizmust tették meg.

## Gazdasága
A Nyugati Hszia (Xia) alapvetően az állattenyésztők és a kereskedők birodalma maradt. Mivel az Ordosztól és Kanszu (Gansu), Senhszi (Shaanxi) tartományok területén elhelyezkedő birodalom sivatagot, sztyeppét, oázisokat és mezőgazdasági művelés alatt álló területeket egyaránt magába foglalt, alapvető volt a ló- és juhtenyésztés, illetve leginkább a kínai lakosság által folytatott búza-, árpa- és kölestermesztés. Ennek ellenére a kereskedelemnek mindvégig központi szerepe maradt, hiszen a birodalom tartotta ellenőrzése alatt a Szung (Song) birodalom és Közép-Ázsia között bonyolódó kereskedelmi útvonalakat. Nyugati Hszia (Xia) legjelentősebb kereskedelmi partnere természetesen maga a Szung (Song) állam maradt. A kereskedelem zömében a közös határon létesített piacokon zajlott, ahol a tangutok az olyan árucikkeikért, mint a ló, az ökör, a teve, a juh, a méhviasz, a szőnyeg és a takarmány selymet, tömjént, orvosságokat, kerámiákat és lakkárút kaptak cserébe a kínaiaktól. A birodalom gazdaságának fejlődéséhez azonban nagyban hozzájárult a csempészet is, elsősorban a kínai sóé. A Szung (Song)-dinasztiának nem volt elég ereje véget vetni a tangutok rendszeres betöréseinek, ezért 1044-ben békeszerződést kötött velük, amelynek fejében évi 135 ezer vég selymet, 72 ezer uncia ezüstöt és mintegy 14 ezer kilogramm teát volt kénytelen fizetni a tangut udvarnak.

## A mongol hódítás
Zsen-cung (Renzong) halálát követően Huan-cung (Huanzong) lett a császár. Ekkorra tehető, hogy Dzsingisz kán egyesítette a mongol törzseket, akiknek a nyugati terjeszkedési szándéka egyre nagyobb fenyegetést jelentett Nyugati Hszia (Xia) számára. A 13. század elejétől kezdve a tangutok állama szembesülni kényszerült a mongolok első betöréseivel. A tangutok 1225-ben szövetségre léptek ugyan a mongolokkal a Csin (Jin) birodalom ellen, de ez sem menthette meg őket a pusztulástól. Dzsingisz kán hadai 1227-ben megsemmisítették a Nyugati Hszia (Xia) birodalmat.

## A NyugatiHszia(Xia)uralkodói

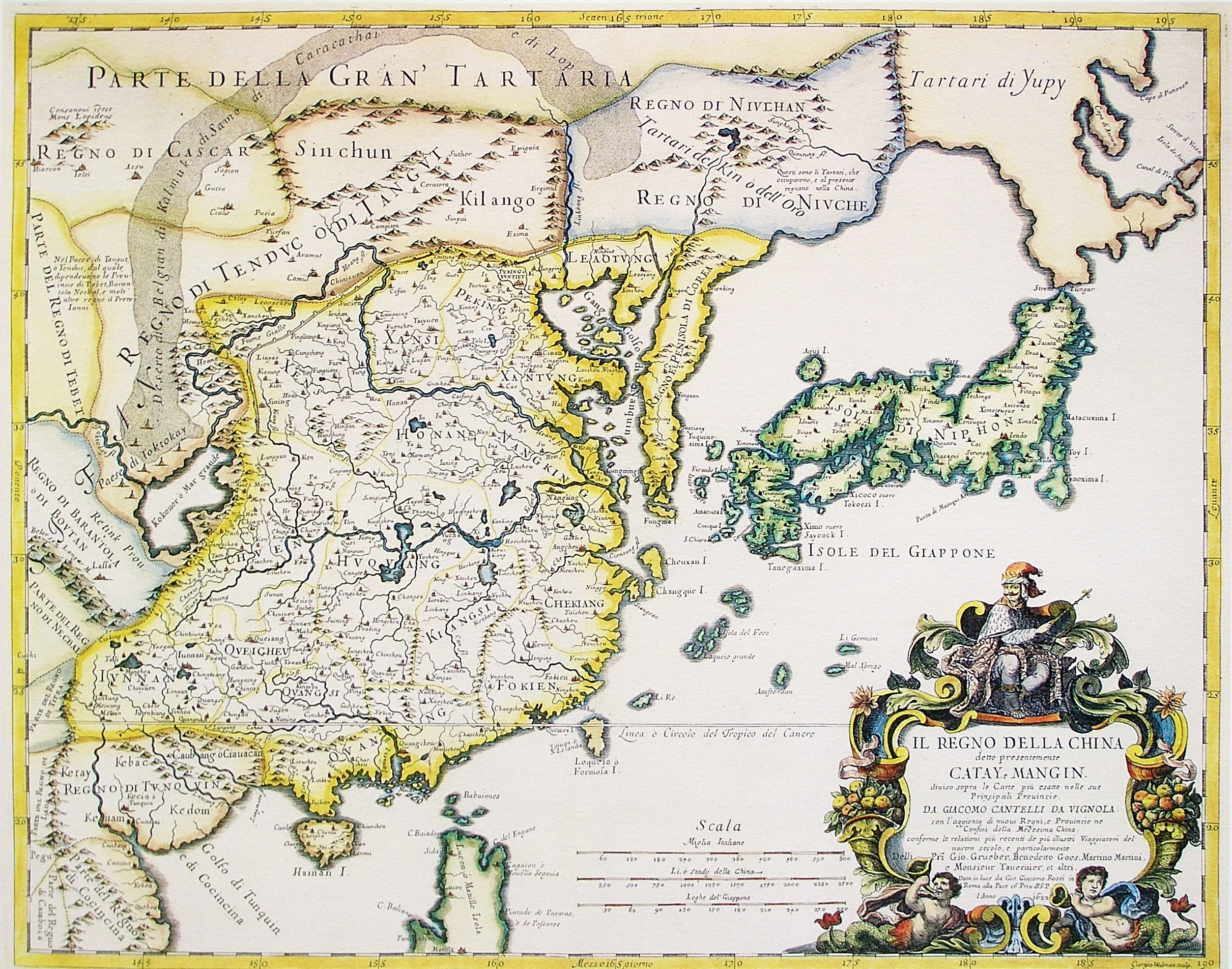
450 évvel azután, hogy a tangut birodalom megsemmisült, „Tenduc vagy Tangut királyság” néven néhány európai térképen még mindig látható volt, mint Kína északnyugati szomszédja.

| Uralkodói név                 | Posztumusz név                    | Személyes név                       | Uralkodás ideje |
| ----------------------------- | --------------------------------- | ----------------------------------- | --------------- |
| Csing-cung (Jǐngzōng) 景宗    | Vu-lie-ti (Wǔlièdì) 武烈帝        | Li Jüan-hao (Lǐ Yuánhào) 李元昊     | 1038-1048       |
| Ji-cung (Yìzōng) 毅宗         | Csao-jing-ti (Zhāoyīngdì) 昭英帝  | Li Liang-co (Lǐ Liàngzuò) 李諒祚    | 1048-1067       |
| Huj-cung (Huìzōng) 惠宗       | Kang-csing-ti (Kāngjìngdì) 康靖帝 | Li Ping-csang (Lǐ Bǐngcháng) 李秉常 | 1067-1086       |
| Csung-cung (Chóngzōng) 崇宗   | Seng-ven-ti (Shèngwéndì) 聖文帝   | Li Csien-sun (Lǐ Qiánshùn) 李乾順   | 1086-1139       |
| Zsen-cung (Rénzōng) 仁宗      | Seng-csen-ti (Shèngzhēndì) 聖禎帝 | Li Zsen-hsziao (Lǐ Rénxiào) 李仁孝  | 1139-1193       |
| Huan-cung (Huánzōng) 桓宗     | Csao-csien-ti (Zhāojiǎndì) 昭簡帝 | Li Csun-ju (Lǐ Chúnyòu) 李純佑      | 1193-1206       |
| Hsziang-cung (Xiāngzōng) 襄宗 | Csing-mu-ti (Jìngmùdì) 敬穆帝     | Li An-csüan (Lǐ Ānquán) 李安全      | 1206-1211       |
| Sen-cung (Shénzōng) 神宗      | Jing-ven-ti (Yīngwéndì) 英文帝    | Li Cun-hszü (Lǐ Zūnxū) 李遵頊       | 1211-1223       |
| Hszien-cung (Xiànzōng) 獻宗   | nincs                             | Li Dö-vang (Lǐ Déwàng) 李德旺       | 1223-1226       |
| Mo-ti (Mòdì) 末帝             | nincs                             | Li Hszien (Lǐ Xiàn) 李晛            | 1226-1227       |